# 魔族美妙
魔族美妙（日语：モズメイメイ），是日本現役純種競賽馬匹。目前主要勝利有鬱金香賞、葵葉錦標及夏季短途錦標。

## 出賽前
2020年2月18日出生於北海道千歲市社台牧場，成長途中於拍賣會上被馬主公司Capital System以5060萬日圓購入。
其後交由栗東訓練中心練馬師音無秀孝訓練。

## 競賽生涯

### 2歲
2022年11月19日出戰東京競馬場2歲新馬戰，保持於第四的位置推進下在彎道發力進佔先頭，最終成功跑出優勢取得首勝。
其後出戰一捷馬戰大吳風草賞，於第三左右的位置推進下於直路稍為加速，但未能壓制處於同樣位置的Dar es Salaam下再被Rumino Meteore超越，以第三的戰績完賽。

### 3歲
2023年首戰為日本辛夷賞，本次比賽採取主動的策略下進佔領放位置，一放到底之下成功取得勝利。
其後挑戰二級賽鬱金香賞，比賽初段繼續採用領放戰術，但於中段時稍為放緩節奏保留體力。進入直路後，其於內欄位置再度展開加速衝出，最終成功抵擋後方來襲的Kona Coast取得首個分級賽勝利。
4月9日出戰櫻花賞，本次比賽再度奪得先機進行領放，然而於進入直路後未能保持優勢，最終失速之下以第十三大敗。
5月27日縮程挑戰葵葉錦標，再度由鬱金香賞時的騎師武豐策騎。比賽開始後，其瞬間由閘內衝出取得約莫1馬位的領先，因而順勢貼欄領放，並於比賽途中一直維持優勢。進入直路後，其繼續於所在位置堅守，最終成功擊退對手下以1分7.1秒的破記錄時間取得第二個分級賽冠軍。
但其後未能保持上半年的表現，於年間餘下的四場賽事中均以兩位數的戰績完賽。

### 4歲
進入2024年，其於上半年仍然未能擺脱低潮，出戰京都牝馬錦標及高松宮紀念分別以第十二及第十五落敗。
6月30日出戰北九州紀念，賽前因近況不佳取得第十六人氣。比賽開始後，其保持於中後方位置逐步推進，但於通過彎道前開始加速並進佔先頭位置。進入直路後，其於中檔繼續保持速度並成功加速，最終跑出不俗的速度下僅敗於純魔法及Yoshino Easter以爆冷姿態取得第三。
其後未有進入休養，而是繼續挑戰夏季短途錦標。比賽開始後，其保持於馬群的中央位置推進，並於前半段賽事一直維持此步速。進入後半段路程時，騎師國分恭介指揮其展開加速，最終透出之下成功壓過稍早前處於領先狀態的極級必勝取得時隔1年2個月的勝利。
稍為放草後於9月8日出戰人馬錦標，於1檔最內檔出閘後守住內欄位置，並保持於領放馬後方的位置穩步推進。進入直路後，其繼續於內欄位置展開衝刺，雖然最終被前頭部隊的大海女神及外檔衝出的濠城超越，但仍然可以守住一席季軍。
9月29日出戰短途馬錦標，比賽途中選擇維持於後方的位置等待時機，但於直路上未能順利加速追前，最終僅能跑獲第八。
11月24日以京阪盃作為目標，比賽初段選擇於中團外檔位置逐步推進並等待時機，然而於直路上無法突破且衝勢甚少，最終以第第十一落敗。
年末繼續出戰賽事，以阪神盃作為目標。比賽開始後，其選擇留後的戰術，一直保持於隊伍尾二的位置，於直路上稍為外閃移出加速，但走勢未如理想下以第十五大大敗。

### 5歲
2025年首戰為阪急盃，本次比賽採用先行的戰術，順利進佔先頭部隊之中，維持在第四的位置逐步推進。然而通過彎道進入直路後，其未能維持此前的走勢，開始力弱失速下逐漸被對手追過，最終以第九落敗。
3月上旬，由於練馬師音無秀孝到達退休年齡，其交由本年度新開倉的練馬師前川恭子訓練。
3月30日挑戰一級賽高松宮紀念，本次比賽起步後處於先團位置，於途中亦保持在約莫第五左右展開推進。進入直路後，其維持在中內欄附近取位加速，但一直未能突圍下逐步失速後退，最終以第十三大敗。
7月6日出戰北九州紀念，比賽初段在內欄位置徐徐而上，一直維持穩定的步速處於先頭部隊之中。然而進入直路後，內欄賽駒未有散開下其受到困阻，最終毫無加速位置下只能逐步減速，以第十五大敗。
夏季以夏季短途錦標作為目標力爭連霸，本次比賽其於最外檔起步下於初段一直貼欄推進，直至中段逐步抽出外檔取位。進入後段，其成功望空並繼續衝刺，可惜未能展現最佳速度下以第六完賽。

### 詳細賽績
| 日期       | 舉辦國家 | 馬場 | 距離   | 級別 | 賽事名稱           | 負重 | 騎師       | 馬號 | 出馬 | 名次 | 時間   | 頭馬（二馬）       |
| ---------- | -------- | ---- | ------ | ---- | ------------------ | ---- | ---------- | ---- | ---- | ---- | ------ | ------------------ |
| 19/11/2022 | 日本     | 東京 | 草1600 |      | 2歳新馬            | 54   | 李慕華     | 3    | 14   | 1    | 1:35.7 | （Nishino Trendy） |
| 10/12/2022 | 日本     | 中京 | 草1400 |      | 大吳風草賞         | 54   | 國分恭介   | 3    | 13   | 3    | 1:20.9 | Rumino Meteore     |
| 12/2/2023  | 日本     | 阪神 | 草1600 |      | 日本辛夷賞         | 54   | 武豐       | 4    | 7    | 1    | 1:34.7 | （深洋族）         |
| 4/3/2023   | 日本     | 阪神 | 草1600 | GII  | 鬱金香賞           | 54   | 武豐       | 9    | 17   | 1    | 1:34.0 | （Kona Coast）     |
| 9/4/2023   | 日本     | 阪神 | 草1600 | GI   | 櫻花賞             | 55   | 和田龍二   | 6    | 18   | 13   | 1:33.2 | 自由島             |
| 27/5/2023  | 日本     | 京都 | 草1200 | GIII | 葵葉錦標           | 55   | 武豐       | 15   | 18   | 1    | 1:07.1 | （賢德之君）       |
| 20/8/2023  | 日本     | 小倉 | 草1200 | GIII | 北九州紀念         | 54   | 松若風馬   | 18   | 18   | 10   | 1:08.0 | 加市冠冕           |
| 1/10/2023  | 日本     | 中山 | 草1200 | GI   | 短途馬錦標         | 54   | 武豐       | 16   | 16   | 16   | 1:09.5 | 大海女神           |
| 3/11/2023  | 日本     | 大井 | 泥1200 | JpnI | 日本育馬場盃短途賽 | 54   | 松山弘平   | 9    | 15   | 11   | 1:15.0 | 點火神器           |
| 26/11/2023 | 日本     | 京都 | 草1200 | GIII | 京阪盃             | 55   | 永島真奈美 | 12   | 18   | 12   | 1:08.3 | 濠城               |
| 17/2/2024  | 日本     | 京都 | 草1400 | GIII | 京都牝馬錦標       | 57   | 田口貫太   | 16   | 18   | 12   | 1:21.2 | 真炫美             |
| 24/3/2024  | 日本     | 中京 | 草1200 | GI   | 高松宮紀念         | 56   | 藤岡佑介   | 4    | 18   | 15   | 1:10.8 | 消暑樂祭           |
| 30/6/2024  | 日本     | 小倉 | 草1200 | GIII | 北九州紀念         | 55   | 國分恭介   | 7    | 18   | 3    | 1:08.3 | 純魔法             |
| 28/7/2024  | 日本     | 新潟 | 草1000 | GIII | 夏季短途錦標       | 55   | 國分恭介   | 15   | 18   | 1    | 0:55.3 | （極級必勝）       |
| 8/9/2024   | 日本     | 中京 | 草1200 | GII  | 人馬錦標           | 55   | 國分恭介   | 1    | 18   | 3    | 1:07.9 | 濠城               |
| 29/9/2024  | 日本     | 中山 | 草1200 | GI   | 短途馬錦標         | 56   | 國分恭介   | 8    | 16   | 8    | 1:07.6 | 賢德之君           |
| 24/11/2024 | 日本     | 京都 | 草1200 | GIII | 京阪盃             | 56   | 國分恭介   | 14   | 18   | 11   | 1:08.8 | 偉大凱撒           |
| 21/12/2024 | 日本     | 京都 | 草1400 | GII  | 阪神盃             | 56   | 濱中俊     | 4    | 18   | 15   | 1:20.9 | 奈村佳盈           |
| 22/2/2025  | 日本     | 京都 | 草1400 | GIII | 阪急盃             | 55   | 松若風馬   | 12   | 18   | 9    | 1:22.4 | 五雪峰             |
| 30/3/2025  | 日本     | 中京 | 草1200 | GI   | 高松宮紀念         | 56   | 松若風馬   | 7    | 18   | 13   | 1:09.2 | 里見夢境           |
| 6/7/2025   | 日本     | 小倉 | 草1200 | GIII | 北九州紀念         | 56.5 | 高杉吏麒   | 5    | 18   | 15   | 1:09.2 | Yamanin al Rihla   |
| 3/8/2025   | 日本     | 新潟 | 草1000 | GIII | 夏季短途錦標       | 56   | 高杉吏麒   | 18   | 18   | 6    | 0:54.0 | 純魔法             |

## 血統簡介
父系實際影響爲日本賽駒，生涯戰績優秀，爲日本引入分級制後首匹勝出安田紀念的3歲馬，亦於2015年贏得佐治萊德錦標及於唐加士打一哩賽取得亞軍。祖父大震撼爲日本賽駒，爲日本賽馬史上第二匹無敗三冠馬，生涯出戰十四場賽事僅得兩場未能勝出，退役後配種成績亦極爲優秀。
母系In Luxury為日本馬匹，生涯無出賽記錄。外祖父范高爾爲英國賽駒，生涯十四戰全勝並曾勝出包含二千堅尼錦標在內的八項一級賽，更於2011及2012年連霸歐洲馬王。

### 血統表
| 父線：週日寧靜系（Halo系）        |                              |                |                   |
| 種馬 實際影響 2008年（棗色）      | 大震撼 2002年（棗色）        | 週日寧靜       | Halo              |
| 種馬 實際影響 2008年（棗色）      | 大震撼 2002年（棗色）        | 週日寧靜       | Wishing Well      |
| 種馬 實際影響 2008年（棗色）      | 大震撼 2002年（棗色）        | 風中秀髮       | Alzao             |
| 種馬 實際影響 2008年（棗色）      | 大震撼 2002年（棗色）        | 風中秀髮       | Burghclere        |
| 種馬 實際影響 2008年（棗色）      | Tokio Reality 1994年（栗色） | Meadowlake     | Hold Your Peace   |
| 種馬 實際影響 2008年（棗色）      | Tokio Reality 1994年（栗色） | Meadowlake     | Suspicious Native |
| 種馬 實際影響 2008年（棗色）      | Tokio Reality 1994年（栗色） | What a Reality | In Reality        |
| 種馬 實際影響 2008年（棗色）      | Tokio Reality 1994年（栗色） | What a Reality | What Will be      |
| 繁殖雌馬 In Luxury 2014年（棗色） | 范高爾 2008年（棗色）        | 天文學家       | 鞍匠井            |
| 繁殖雌馬 In Luxury 2014年（棗色） | 范高爾 2008年（棗色）        | 天文學家       | 海都市            |
| 繁殖雌馬 In Luxury 2014年（棗色） | 范高爾 2008年（棗色）        | Kind           | 丹山              |
| 繁殖雌馬 In Luxury 2014年（棗色） | 范高爾 2008年（棗色）        | Kind           | Rainbow Lake      |
| 繁殖雌馬 In Luxury 2014年（棗色） | In Lingerie 2009年（棗色）   | 帝國先驅       | Unbridled         |
| 繁殖雌馬 In Luxury 2014年（棗色） | In Lingerie 2009年（棗色）   | 帝國先驅       | Toussaud          |
| 繁殖雌馬 In Luxury 2014年（棗色） | In Lingerie 2009年（棗色）   | Cat Chat       | 雷貓              |
| 繁殖雌馬 In Luxury 2014年（棗色） | In Lingerie 2009年（棗色）   | Cat Chat       | Phone Chatter     |
| 雌系：號族：3-o                   |                              |                |                   |
| 五代內近親交配：無                |                              |                |                   |

## 命名由來
名字中，Mozu（モズ）是馬主Capital System之冠名，为日語中對百舌鳥的稱呼，來自Capital System代表北側雅司的出生地大阪府堺市中的百舌鳥古墳群，香港則以音譯「魔族」作为其翻譯，Meimei（メイメイ）則是人名，有一說是出自2000至2008年期間旅居和歌山縣和歌山市白濱野生動物園的大熊貓梅梅之名字，香港則取偏音譯的方式，翻譯為「美妙」。

## 外部連結
- 魔族美妙 netkeiba.com （页面存档备份，存于）
- 血統表 （页面存档备份，存于）